# The Kelly Family
The Kelly Family est un groupe musical euro-américain constitué d’une famille de plusieurs générations, qui jouent un répertoire de rock, pop et de musique folk. Ils jouissent d’un succès considérable dans le hit-parade et les concerts en Europe et dans d’autres parties du monde, surtout en Allemagne, les pays du Benelux, la Scandinavie, les pays du Triangle de Visegrád, l’Espagne et le Portugal. Ils ont vendu plus de 20 millions d’albums depuis le début des années 1990. Malgré ses origines américaines, le groupe est pratiquement inconnu aux États-Unis.
Pendant plusieurs années, le groupe présente une image unique de « tziganes » et un style de vie de vagabondage. Cela est mis en valeur par leur habillement « ethnique » (telles que de longues jupes à fleurs portées par les femmes du groupe), leurs cheveux (très longs cheveux chez les femmes aussi bien que chez les hommes du groupe), et aussi par leurs voyages à travers l'Europe par bus et par bateau-maison. Cependant, dans les dernières années, ils montrent un look plus moderne.

## Histoire

### Débuts
En 1974, les enfants aînés, Caroline, Daniel, Kathy et Paul, forment les Kelly Kids, d'abord en jouant du busking, puis en se produisant lors de fêtes et d'événements locaux. Ils deviennent suffisamment connus pour passer à la télévision espagnole en 1975 et sont rejoints par les plus jeunes à mesure qu'ils grandissent et apprennent à jouer d'un instrument de musique. La popularité du groupe s'accroît en Espagne, avec plusieurs représentations à la télévision et dans des cirques. En 1976, ils partent en tournée sous le nom de The Kelly Family, en Italie, en Allemagne de l'Ouest et aux Pays-Bas. Leur argent est volé pendant la tournée et, sans le sou, ils doivent jouer dans la rue pour gagner de quoi rentrer chez eux.

### Succès et suites

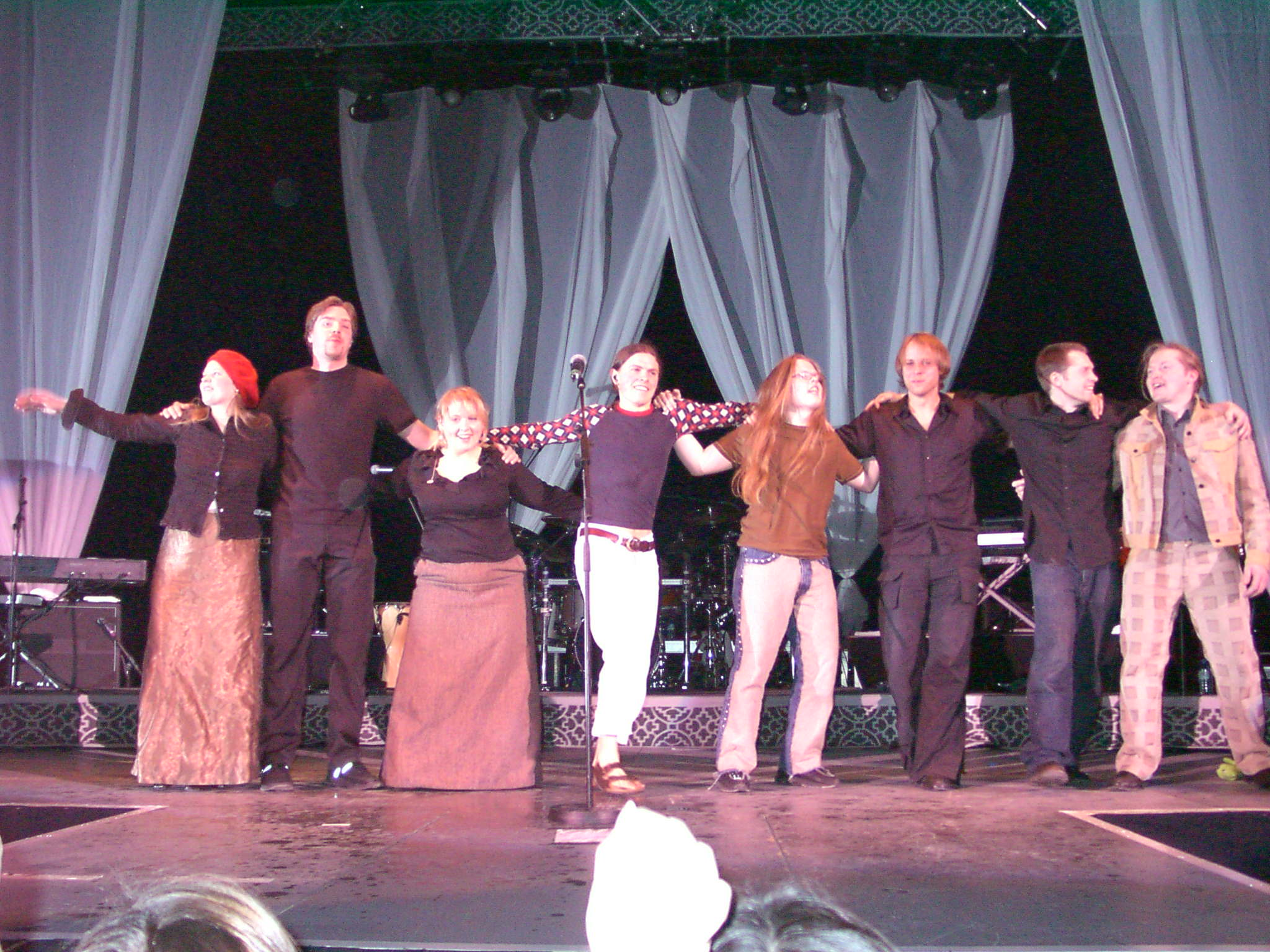
The Kelly Family en 2002

Après plusieurs années passées à jouer dans les rues, ils décrochent un contrat d’enregistrement en Allemagne en 1977. Leur premier hit-parade important est en 1980 avec la chanson Who'll Come With Me (David's Song) classée numéro 1 aux Pays-Bas et en Belgique, et figure dans le top 20 en Allemagne.
Après la mort de la mère Barbara Kelly en 1982, et la crise dont est victime le père, Daniel Kelly, en 1990, les enfants (quelques-uns d’entre eux devenus adultes), ont continué à enregistrer et à jouer seuls. Cependant, Dan Sr. est toujours resté une figure importante dans le groupe jusqu'en 2002, année de son décès. Dans les années 1990, le groupe jouit de son plus grand succès à ce jour[réf. nécessaire]. Leur album, Over the Hump, sorti en 1994, se vend à plus de 3,5 millions exemplaires rien qu’en Allemagne (la plus grande vente d'album de pop dans l’histoire de l’Allemagne), et à 4,5 millions à travers l’Europe. Pour promouvoir l'album, ils ont fait un concert, en 1995, à Vienne, devant une audience de 250 000 personnes. Dans la même année, ils remplissent le Westfalenhalle, à Dortmund, neuf fois de suite, un exploit que n’a accompli depuis aucun autre musicien. En 1996, ils font la une de leur premier Tour de stade, remplissant quelques-uns des plus grands lieux de spectacles d'Europe. Ils ont également une chance rare[pourquoi ?] de jouer à Pékin, en Chine, devant un public de 20 000 personnes. Le succès continue jusqu’à ce qu’ils aient commencé à ne plus être d’accord sur des questions professionnelles, au début de l'an 2000.
En 2002, la maladie de Barby l'oblige à se retirer du groupe et, à la déception de ses fans, Paddy se coupe les cheveux longs et rejoint un ordre religieux en France. Les membres de la famille continuent à se produire en solo ou ensemble, ou encore avec leur partenaire, Jimmy et John ayant épousé des chanteuses. En 2011, les 12 frères et sœurs Kelly vivraient en Irlande, en Allemagne, aux États-Unis, en Espagne et en Belgique.

### Retour sporadiques
L'intérêt des fans entraîne un retour avec des concerts en Allemagne en 2007, puis en 2017.
En avril 2021, Barby Kelly décède d'une embolie pulmonaire après une courte maladie. La famille l'annonce quelques jours plus tard dans un communiqué officiel. En novembre 2021, l'EP One More Happy Christmas sort.
En automne 2022, RTL II diffuse le documentaire en cinq parties The Kelly Family - Die Reise geht weiter (litt. « La famille Kelly - le voyage continue »), dans lequel les frères et sœurs entreprennent un voyage dans le temps avec leur vieux bus à impériale et leur péniche et ont visité des étapes de leur vie. La sœur Caroline les a accompagnés dans cette aventure. Il s'agit de leur première apparition publique avec leurs frères et sœurs depuis le début des années 1980. Le 4 novembre 2022, l'album Christmas Party sort, ce qui en fait le premier album de Noël depuis 1994. L'album contient 16 titres, dont les titres de l'EP sorti en 2021. Contrairement aux albums de Noël précédents, celui-ci ne contient que des titres composés par l'artiste, à deux exceptions près. L'album atteint la deuxième place en Allemagne, la quatrième place en Autriche et la cinquième place en Suisse. Parallèlement, la famille effectue une tournée de Noël fin 2022, comprenant 27 villes en Allemagne, en Autriche et en Suisse.

## Discographie partielle

### Albums studio
- 1977 : Kelly Family Tours Europe
- 1978 : Familia Kelly Canta la Navidad
- 1979 : The Kelly Family
- 1979 : Lieder der Welt/Songs of the World
- 1980 : Festliche Stunden Bei Der Kelly Family
- 1980 : Ein Vogel Kann Im Käfig Nicht Fliegen: Die Schönsten Deutschen Lieder
- 1980 : Kelly Family Loves Christmas and You
- 1981 : Christmas All Year
- 1981 : Wonderful World!
- 1984 : Une famille, c'est une chanson
- 1988 : Live
- 1989 : Keep On Singing
- 1990 : New World
- 1991 : Honest Workers
- 1992 : Street Life
- 1993 : WOW
- 1994 : Over the Hump
- 1995 : Christmas for All
- 1996 : Almost Heaven
- 1997 : Growin' Up
- 1998 : Live, Live, Live
- 1998 : From Their Hearts
- 2002 : La Patata
- 2004 : Homerun
- 2005 : Hope
- 2017 : We Got Love

### Compilations
- 1993 : The Very Best - Over 10 Years
- 1999 : The Bonus-Tracks Album
- 1999 : Best of the Kelly Family
- 1999 : Best of the Kelly Family 2
- 2011 : The Complete Story

### Singles
- 1978 : Danny Boy
- 1979 : The Last Rose Of Summer
- 1979 : David's Song (Who'll Come With Me)
- 1979 : Eagle On The Breeze
- 1980 : Alle Kinder Brauchen Freunde
- 1980 : Ein Vogel Kann Im Käfig Nicht Fliegen
- 1980 : David's Song (Who'll Come With Me)
- 1984 : Amazing Grace
- 1984 : Old McDonald
- 1984 : Une famille c'est une chanson
- 1985 : Hiroshima, I'm Sorry
- 1986 : We Love the Pope
- 1987 : David's Song (Who'll Come With Me)
- 1989 : Sean O'Kelly
- 1992 : House on the Ocean
- 1993 : No Lies
- 1993 : Key to My Heart
- 1993 : When the Last Tree...
- 1994 : An Angel
- 1995 : Why Why Why
- 1995 : Roses of Red
- 1995 : First Time
- 1996 : I Can't Help Myself (I Love You, I Want You)
- 1996 : Every Baby
- 1996 : Gott Deine Kinder
- 1997 : Fell In Love With An Alien
- 1997 : Nanana
- 1997 : When The Boys Come Into Town
- 1997 : Because It's Love
- 1998 : One More Song
- 1998 : I Will Be Your Bride
- 1999 : Oh, It Hurts
- 1999 : The Children of Kosovo
- 1999 : Saban's Mystic Knights of Tir Na Nog
- 1999 : Mama
- 2000 : I Wanna Kiss You
- 2002 : I Wanna Be Loved
- 2002 : What's A Matter You People
- 2002 : Mrs. Speechless
- 2004 : Flip a Coin
- 2004 ; Blood
- 2004 ; Streets of Love
- 2017 ; Nanana
- 2017 : Brothers and Sisters